# アンリ＝ピエール・ロシェ
アンリ＝ピエール・ロシェ（Henri-Pierre Roché, 1879年5月28日 - 1959年4月9日 ）はフランスの画商、美術品収集家、編集者。ダダの作家としても知られる。74歳のときから、自身の恋愛体験をもとにした自伝的小説を発表し始める。生涯に発表した小説作品は2作だけであるが、いずれも映画化されている。

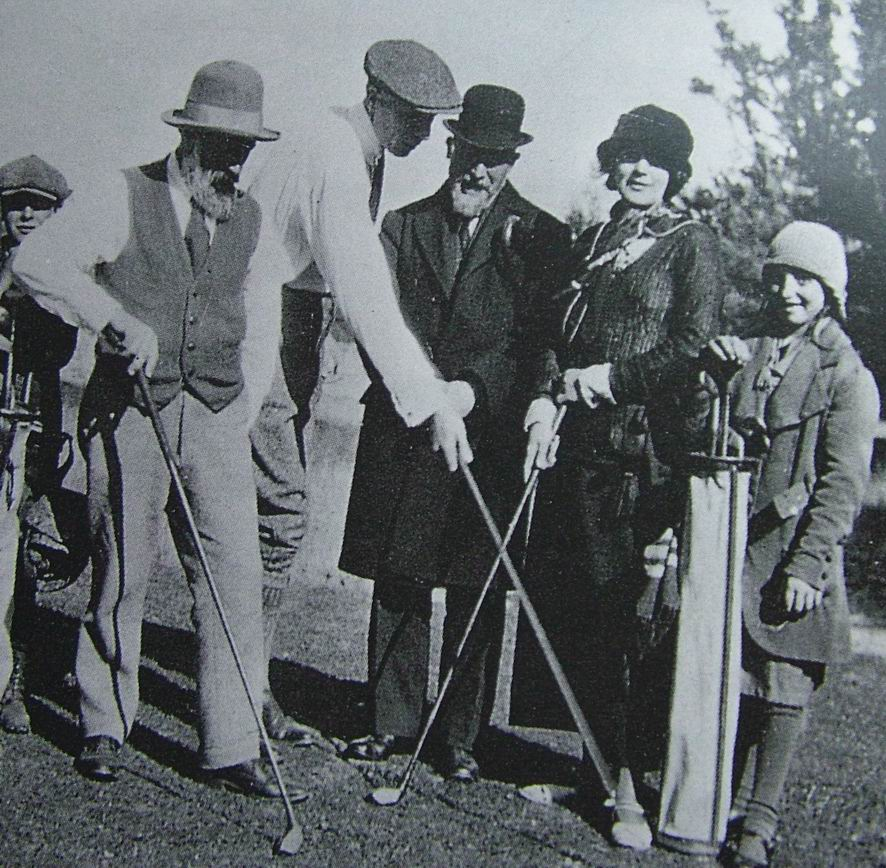
左からコンスタンティン・ブランクーシ､アンリ・ピエール・ロシェ､エリック・サティ､ジーン・ロバート・フォスターがジョン・クインの招待でゴルフをする様子（1923）

## 生涯
フランスのパリに生まれる。20世紀になるとパブロ・ピカソなどのモンパルナスの若い芸術家たちと親交をむすぶようになる。また、フランシス・ピカビア、コンスタンティン・ブランクーシ、マルセル・デュシャンらとも親しかった。

1916年にニューヨークに行き、デュシャンとベアトリス・ウッドと共に、ダダイスムの雑誌『Blind Man』を創刊した。

二度結婚しているが、生涯で多くの女性と関係し、その中にはマリー・ローランサンなどの著名人もいた。1953年に処女作である自伝的小説『突然炎のごとく』を発表。主人公の3人の男女がそれぞれ誰に当たるのかは諸説あるが、代表的なものを挙げれば、デュシャンとロシェとベアトリス・ウッド、アポリネールとロシェとローランサン、などがある。1956年には2作目の『二人の英国女性と大陸』を発表した。

『突然炎のごとく』はジャンヌ・モロー主演でフランソワ・トリュフォー監督によって映画化されて世界中で大ヒットし、トリュフォーの代表作の1つとなったが、映画の公開を待つことなく1959年に死去した。

『二人の英国女性と大陸』の方も1971年にトリュフォーによって『恋のエチュード』として映画化された。

また、ロシェは自身の女性遍歴を綴った手帖（カルネ）をトリュフォーに遺している。細かい字でびっしりと書き込まれた膨大な性の「観察記録」は多くの女性に不快感を与え、出版のためにトリュフォーが雇った女性タイピストたちは次々と辞めていったという。このエピソードと手帖の内容は1977年に、やはりトリュフォーによって『恋愛日記』として映画化された。

## 著作
- 『突然炎のごとく』"Jules et Jim" 1953
- 『二人の英国女性と大陸』"Deux Anglaises et le continent" 1958

## 作品をもとにした映画
- 『突然炎のごとく』1961 監督：フランソワ・トリュフォー
- 『恋のエチュード』1971
- 『恋愛日記』1977
- 『シャルロット・ゲンズブール/愛されすぎて』1992 監督：ジャック・ドワイヨン